# Santino Ballestra
 (mars 2018).
Si vous disposez d'ouvrages ou d'articles de référence ou si vous connaissez des sites web de qualité traitant du thème abordé ici, merci de compléter l'article en donnant les références utiles à sa vérifiabilité et en les liant à la section « Notes et références ».
Pour les articles homonymes, voir Ballestra.
Santino Ballestra né en 1953 à Vintimille est un maître-forgeron italien.
Il est président de la Corporazione Italiana Coltellinai (Corporation italienne des couteliers).

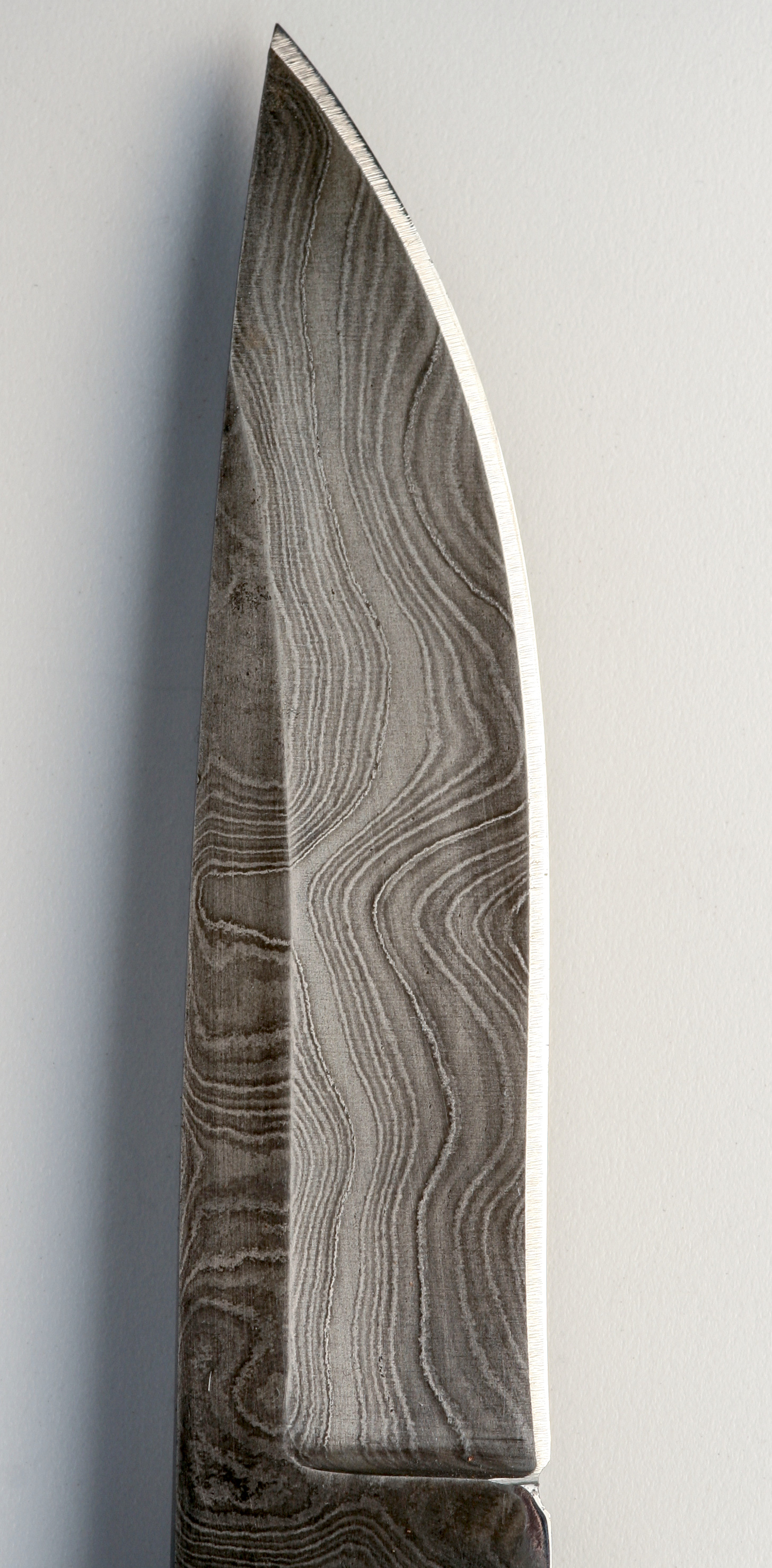
L'effet moiré du damas.

## Biographie
Il apprend la composition des alliages métalliques durant ses études de métallurgie, puis il s’installe, comme artisan, dans un atelier de forge de sa ville natale.
Au début de sa carrière, la presse spécialisée et pas seulement italienne, saluait avec intérêt  son esprit d’initiative dans l’expérimentation de nouvelles techniques comme celle de la forge à gaz.
Il est un des rares couteliers à faire lui-même le damas avec un mélange d’acier Böhler K720 et 0,9 % de carbone couplé avec du fer pur  et du nickel.
L’acier de damas s’obtient en soudant successivement des centaines de couches d’acier, les unes sur les autres. Ce feuilletage de lamelles d’acier est ensuite trempé dans l’huile, poli et baigné dans l’acide : Ces opérations, enfin terminées, révèlent les motifs d’un bel effet moiré sur les faces de la lame.
Au début du XXIe siècle, il fait partie des meilleurs artisans coutelier du monde[réf. nécessaire]. D’ailleurs, ses premières lames estampillées « Brutto di forgia » restent le clou[non neutre] chez tout grand collectionneur d’armes blanches.
Son atelier produit une ligne de modèles unique aussi bien pour les couteaux traditionnels que pour les bowies, drop-points, écorceurs et dagues, et des pommeaux en défense de phacochère, de fossile de mammouths, nacre et ivoire habillent les lames les plus exigeantes.